# 郎辛庄站
郎辛庄站是一个位于中国北京市朝阳区黑庄户地区郎辛庄村，属于北京地铁7号线的地铁车站。2019年12月28日开通投入使用。

## 位置
位于朝阳区黑庄户乡郎辛庄村，规划郎辛庄北路与规划郎辛庄西路交汇口通惠灌渠东侧，沿规划郎辛庄北路东西向敷设。因郎辛庄村得名。郎辛庄这一地名的来源则有多种说法，其一为南方迁徙的郎姓居民定居形成郎家庄村，后来村域向南扩展形成新的聚落“郎新庄”，后谐音为“郎辛庄”；其二为清代满族钮祜禄氏郎姓人家居住的郎家庄村，后改称郎辛庄；其三则为该村1622年由郎各庄聚落扩大而形成，1957年曾并入郎各庄村，称“二郎庄”，1958年分开后取“先辈筚路蓝缕、艰辛开创”之意而称辛庄，后逐渐改称郎辛庄。

## 结构

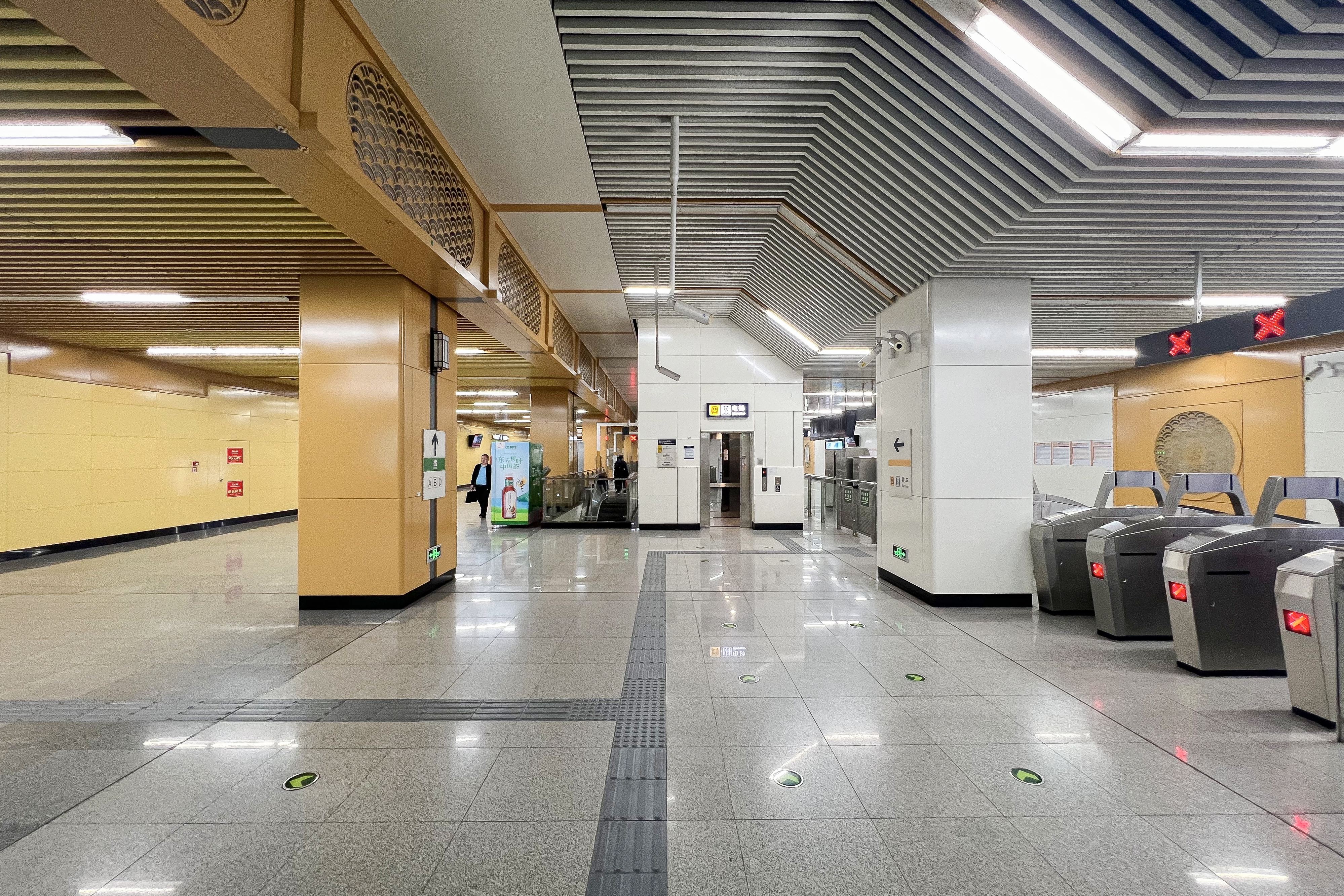
站厅

郎辛庄站为地下二层车站，岛式站台设计。
| 地面层          | 街道                          | A-D出入口                        |
| 地下一层 站厅层 | 站厅                          | 客务中心、自动售票机、进出站闸机 |
| 地下二层 站台层 |                               | █ 7号线往北京西站（黄厂）        |
| 地下二层 站台层 | 岛式站台，左側開门            |                                  |
| 地下二层 站台层 | █ 7号线往环球度假区（黑庄户） |                                  |

## 历史
本站工程名为豆各庄站。2019年5月，北京市规划和自然资源委员会提出7号线东延车站命名预案，拟将本站定名为郎辛庄站。2019年11月20日，本站正式定名为郎辛庄站。

## 出入口
|                       |        |                      |      |            |  |
| 编号                  | 指示   | 建议前往的目的地     | 图片 | 无障碍设施 |  |
| 出口 · A · 升降机标志 | 万通路 |                      |      |            |  |
| 出口 · B              | 万通路 | 怡景城花园、郎辛庄村 |      | 不適用     |  |
| 出口 · D              | 万通路 |                      |      | 不適用     |  |
| 註： 設有             |        |                      |      |            |  |